# Notostraca
I Notostraca sono un ordine di piccoli crostacei appartenenti alla classe Branchiopoda. L'ordine comprende una sola famiglia (Triopsidae) suddivisa in due generi.
Gli appartenenti al genere Triops hanno due occhi composti ed un solo occhio naupliare posto fra gli altri due. La morfologia esterna apparentemente non ha subito modifiche da quella del Triops cancriformis nel Triassico 220 milioni di anni fa. Il Triops cancriformis potrebbe essere la più antica specie animale ancora vivente. I membri dell'ordine ormai estinto dei Kazacharthra sono molto simili, essendo discendenti di questo stesso ordine.

## Descrizione
Anche se i notostraci somigliano agli anostraci, la struttura è profondamente diversa. La testa e la parte anteriore del torace di questi crostacei sono coperti da uno scudo piatto ed ovale. Sul bordo anteriore della corazza, su una piccola sporgenza, sono posti due occhi composti scuri e senza palpebre. Tra di essi è posto un singolo occhio naupliare. Dietro i tre occhi si trova uno strano organo composto di quattro cellette la cui funzione non è chiara, potrebbe essere un organo che secerne internamente qualche sostanza. Il bordo posteriore della corazza ha un incavo semicircolare che lascia scoperta la parte posteriore del torace. L'addome termina con un telson sul quale sono posti due lunghi uropodi segmentati chiamati furcae.
Osservando un notostraco dalla faccia ventrale, si può facilmente notare la struttura dei suoi segmenti e degli arti. Nella parte anteriore il carapace piega verso la parte ventrale dove si unisce ad un grosso labbro (labbro superiore) di forma pressoché quadrata. Il primo e secondo paio di antenne sono molto piccoli mentre le mandibole sono piuttosto grandi con molte proiezioni dentali. La bocca è collocata tra le mandibole dietro il labbro. Dietro le mandibole ci sono due mascelle. Come negli anostraci, su ognuno dei restanti 10 segmenti toracici sono poste due zampe. Le zampe hanno, sul lato interno, sei lobi che spingono il cibo verso la bocca; sul lato esterno c'è un grande lobo natatorio ed uno per la respirazione trasformato in una branchia (gli anostraci hanno due lobi per la respirazione per ogni zampa). Studi dettagliati sui muscoli hanno portato alla conclusione che le zampe dei notostraci e degli anostraci non hanno relazione filogenetica, apparentemente si sono evoluti in modo indipendentemente pur avendo la stessa funzione.
Il primo e, meno ovviamente, il secondo paio di zampe di un notostraco differisce dalle altre paia di zampe perché i quattro lobi interni si sono modificati in una struttura allungata e segmentata a forma di flagello che sporge dai lati del carapace. Questi sono degli organi sensoriali che somigliano alle antenne degli altri crostacei. Questa modifica dei lobi interi delle zampe anteriori è sicuramente associata alla riduzione delle antenne.
Nelle femmine l'undicesimo paio di arti è dotato di una struttura abbastanza particolare: il grande lobo esterno, che negli alti arti è utilizzato per il nuoto, si è modificato in una capsula in grado di accogliere le uova. Nei maschi l'undicesimo paio di zampe è uguale agli altri.
Un'altra caratteristica sorprendente dei notostraci è che ogni segmento toracico dal tredicesimo in poi, porta da quattro a sei paia di zampe quindi queste specie possono avere fino a settanta zampe, più degli altri crostacei. Le zampe diventano più piccole mano a mano che si va verso i segmenti posteriori, gli ultimi segmenti sono privi di zampe.
Una evidente differenza fra i notostraci e gli anostraci è che nei primi le zampe anteriori sono dotate alla base di alcuni aculei che puntano verso l'interno. I notostraci usano questi aculei per raccogliere grossi pezzi di cibo e passarli da una zampa all'altra fino alla bocca. Gli anostraci filtrano il cibo sospeso nell'acqua mentre i notostraci non sono in grado di farlo. I loro arti posteriori servono soprattutto alla respirazione, difatti si può notare che anche quando sono fermi continuano a muovere gli arti posteriori mentre quelli anteriori sono fermi. Durante il nuoto le zampe si piegano e si raddrizzano con un movimento ad onda. Lo zoologo svedese Lundblad fece un esperimento versando alcune gocce di carminio nell'acqua vicino alle zampe posteriori e notò che l'acqua si muoveva lentamente in avanti verso la fessura formata dalle zampe posteriori, appena raggiunto il decimo paio di zampe il flusso si intensificò mostrando l'importanza degli arti anteriori nel portare il cibo alla bocca.
La visione è importante durante il nuoto dei notostraci: illuminando il fondo di un acquario posto in un ambiente buio questi crostacei cominciano a nuotare capovolti quindi gli occhi posti sul dorso sono sensibili alla luce. L'esperimento porta allo stesso risultato anche coprendo gli occhi ed il crostaceo è posato col ventre sul fondo. Apparentemente i notostraci reagiscono alla luce perché l'occhio naupliare attraversa il corpo fino al lato ventrale di fronte al labbro superiore dove è posta una zona non pigmentata. In conclusione i notostraci sono sensibili alla luce simultaneamente proveniente da sopra e sotto.
Il senso della vista non è utilizzato per la ricerca del cibo ma si avvalgono di speciali recettori chimici concentrati sulle strutture a forma di antenna poste sul primo paio di zampe. Un notostraco può scovare facilmente un lombrico in un acquario e mangiarlo. Gli studi mostrano che se viene aggiunto del chinino al verme, il crostaceo lo percepisce con le antenne e si rifiuta di mangiarlo.

## Biologia
Nell'emisfero nord i notostraci nascono solitamente da uova non fecondate. In Nord America ed Eurasia la popolazione presente nelle pozze e negli stagni è composta quasi esclusivamente da femmine, meno di un maschio ogni cento femmine ed alcuni stagni non contengono neanche un maschio. Spostandosi verso sud la percentuale di maschi sale fino ai tropici dove il loro numero può essere anche superiore a quello delle femmine.
A causa della rarità dei maschi, rapporti sessuali nei notostraci son stati osservati solo due volte. Il maschio si attacca al carapace della femmina e piega il suo corpo in modo che la gran parte si viene a trovare sotto quello della femmina poi afferra l'undicesimo paio di zampe della femmina col suo undicesimo paio.
Le uova, sia fecondate che non, sono conservate in un apposito compartimento posto sull'undicesimo paio di zampe. La femmina porta le uova per un breve periodo di tempo per poi deporle sul fondo dello stagno. È interessante osservare che non c'è alcuna differenza né nella forma né nella natalità fra uova fecondate o meno.
Le piccole uova sono dotate di un guscio spesso e robusto. Esse possono resistere al gelo ed alla siccità per poi schiudersi anche nove anni dopo la deposizione. Possono rimanere ad una temperatura di 80 °C o passare attraverso l'apparato digerente di una rana senza subire alcun danno. Possono essere trasportate dal vento anche per lunghe distanze. La diffusione di notostraci in ogni parte del mondo è dovuta proprio alle caratteristiche delle uova, sembrano apparire improvvisamente in una pozza per via delle uova in stato di quiescenza e non perché esemplari adulti sono caduti dal cielo come recitano alcune credenze popolari.
Se un uovo giunge in uno stagno con le caratteristiche adatte, l'uovo si schiude un anno dopo. Nella specie Triops cancriformis la larva è un tipico nauplius con tre paia di arti e nessuna traccia di segmentazione. In altre specie di notostraci l'uovo si schiude con la larva ad uno stadio successivo chiamato metanauplius caratterizzato dall'avere la parte posteriore del corpo segmentata. Per giungere alla maturità sessuale, il Triops cancriformis deve mutare circa 40 volte. Queste mute seguono una dopo l'altra molto rapidamente durante la stagione estiva, il passaggio dal nauplius all'adulto avviene in un paio di settimane. Il Lepidurus apus raggiunge la lunghezza di 12 mm dopo 17 mute, mentre il dimorfismo sessuale compare dopo 14 mute.
La longevità osservata in laboratorio coincide con i dati osservati sul campo. Il T. longicaudatus vive per circa 50 giorni mentre il T. cancriformis ha una aspettativa di vita di circa 90 giorni con alcuni individui che cominciano a morire già dopo un paio di settimane dalla schiusa. Alcuni individui possono morire prematuramente per complicanze durante la muta o altro.

## Ecologia
I notostraci vivono solitamente sul fondo di pozze di acqua stagnante dove si spostano col ventre volto verso il basso. In ambienti con scarsità di ossigeno possono nuotare capovolti con le zampe vicino alla superficie dell'acqua. I notostraci sono onnivori, scavano nel fango del fondo con parte anteriore della corazza cercando non solo plancton ma anche prede più grandi come vermi, larve di chironomidi, è diffuso anche il cannibalismo verso altri esemplari più piccoli, deboli o morti (in particolare dopo la muta). Altra preda comune sono gli anostraci che spesso condividono lo stesso habitat.
I notostraci vivono spesso in pozze d'acqua temporanee quindi anche la loro vita è breve. Queste pozze spesso si seccano durante alcuni periodi dell'anno quindi, mentre gli esemplari adulti muoiono, sopravvivono gli embrioni in uno stato di animazione sospesa per un periodo anche di alcuni anni fino a che le piogge non riempiranno di nuovo la pozza.
I notostraci sono spesso al vertice della catena alimentare delle pozze effimere in quanto mangiano qualunque cosa più piccola di loro. Costituiscono spesso preda di uccelli. In alcune aree, certe specie di Triops sono considerate dannose perché danneggiano i germogli del riso in quanto li estirpano cercando cibo sul fondo.

## Distribuzione e habitat
I notostraci si possono trovare in ogni continente esclusa l'Antartide. In Austria sono documentate due specie, una primaverile ed una estiva: Lepidurus apus e Triops cancriformis. Nelle Americhe sono state identificate molte specie tra cui Triops longicaudatus e Triops newberryi. In Australia si trova il Triops australiensis. Altre specie comuni sono il Triops numidicus in Africa anche se molte fonti si riferiscono ad esso con il vecchio nome di Triops granarius che vive in Sudafrica, Cina, Giappone ed Italia. Il Triops cancriformis si trova ovunque in Europa.

## Tassonomia

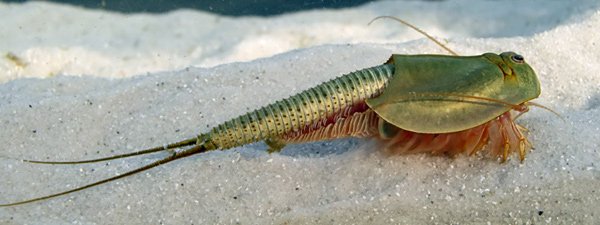
Triops australiensis

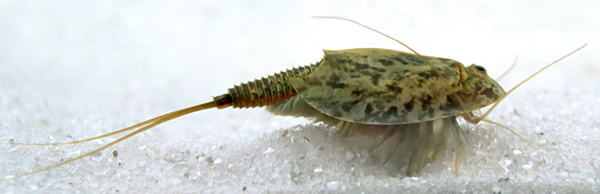
Triops cancriformis

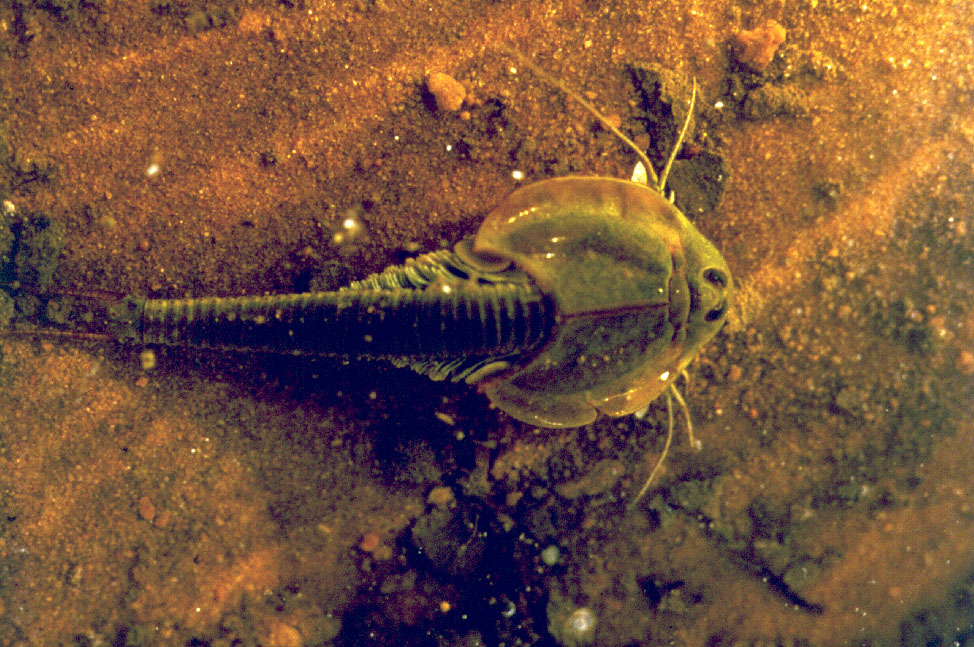
Triops longicaudatus

Nonostante la diffusione in tutto il mondo, l'ordine dei Notostraca comprende un numero di specie stranamente piccolo. Gli zoologi moderni riconoscono solo 16 specie di notostraci, sei del genere Triops e dieci del genere Lepidurus. Alcune di queste come il Triops cancriformis e il Lepidurus apus sono diffuse in tutto il mondo mentre altre come il Lepidurus arcticus si trovano solo nelle pozze dell'Artico. Alcune specie sono esclusive dell'Africa, altre sono specifiche dell'Australia.
- Famiglia Triopsidae
  - Genere Lepidurus Leach, 1819
    - Lepidurus apus (Linnaeus, 1758)
    - Lepidurus arcticus (Pallas, 1776)
    - Lepidurus batesoni Lonhorst, 1955
    - Lepidurus bilobatus Packard, 1883
    - Lepidurus couesii Packard, 1875
    - Lepidurus cryptus Rogers, 2001
    - Lepidurus lemmoni Holmes, 1894
    - Lepidurus lynchi
    - Lepidurus mongolicus Vekhoff, 1992
    - Lepidurus packardi

  - Genere Triops Schrank, 1803
    - Triops australiensis (Spencer & Hall, 1895)
    - Triops cancriformis (Bosc, 1801)
    - Triops granarius (Lucas, 1864)
    - Triops longicaudatus (LeConte, 1846)
    - Triops numidicus
    - Triops newberryi (LeConte, 1846)

## Evoluzione
L'ordine dei notostraci ha origini molto antiche. Sono stati trovati fossili di Triops cancriformis risalenti al Triassico. Un'attenta analisi delle tracce di questi crostacei ha determinato che sono praticamente identici agli esemplari attuali, l'habitat era lo stesso. Sono stati ritrovati fossili anche di moderne specie africane che però appartengono al Giurassico.
Non esistono altre specie viventi di origine così antica per cui questi animali rappresentano dei fossili viventi.

## I notostraci nell'acquario
I notostraci, soprattutto Triops longicaudatus sono spesso venduti ai bambini sotto forma di pacchetti contenenti uova per realizzare interessanti esperimenti scientifici o il loro primo acquario. È sufficiente versare un po' d'acqua sorgiva sulle uova ed esse si schiuderanno in breve tempo — spesso meno di un giorno — per poi crescere molto rapidamente. La crescita è apprezzabile da un giorno all'altro fino a raggiungere la massima dimensione di circa 5 centimetri, coda compresa. Se non è disponibile cibo in abbondanza (a volte anche se lo è) non esitano a mangiarsi a vicenda.
Queste creature sono utili negli acquari d'acqua dolce perché aiutano a mantenere pulito il fondo cibandosi di qualunque cosa. Possono comunque rappresentare un pericolo per i pesci molto piccoli o altri crostacei oppure possono diventare preda dei pesci più grandi. Possono provocare danni alle radici delle piante dell'acquario se non hanno cibo a sufficienza. La loro vita è breve ma è semplice aggiungerne altri.
Si può dare il via ad una nuova generazione di individui semplicemente svuotando dell'acqua il contenitore che li ospita e lasciandolo asciugare per almeno un mese ed infine riempiendolo di acqua distillata o di sorgente. Questi individui nascono dalle uova lasciate dalla precedente generazione sul fondo del contenitore. Questa procedura simula il periodico asciugarsi ed allagarsi del loro habitat naturale.